# العربیه
العربیه (به عربی: العربیة) نام یک شبکه خبری عربی در زبان‌های مختلف است که در تاریخ ۳ مارس ۲۰۰۳ فعالیت خود را آغاز کرد. مقر اصلی این خبرگزاری ریاض، عربستان است.

## سرمایه‌گذاران و مالکیت
سرمایه‌گذاران اصلی العربیه مرکز پخش خاورمیانه، گروه حریری لبنان، عربستان سعودی، کویت و دیگر کشورهای اطراف خلیج فارس هستند که جهت پایه‌گذاری العربیه ۳۰۰ میلیون دلار هزینه کردند.

## مصاحبه با باراک اوباما
در تاریخ ۲۶ ژانویهٔ ۲۰۰۹ باراک اوباما، رئیس‌جمهور ایالات متحده آمریکا اولین مصاحبهٔ رسمی‌اش را به‌عنوان رئیس‌جمهور با العربیه کرد و پیامی به جهان اسلام داد که «آمریکایی‌ها دشمن شما نیستند» و همچنین اشاره کرد که «اسرائیل متحد قوی ایالات متحده است» و هیچ‌گاه این اتحاد متوقف نخواهد شد.

## رقبا
- الجزیره
- تلویزیون عربی بی‌بی‌سی
- روسیا الیوم
- المیادین
- شبکه العالم
- تی آر تی عربی
- الجزیره
- پرس تی وی